# Медаља источног фронта
Медаља источног фронта, (Winterschlacht im Osten - зимска борба на истоку) је познатија као Источна медаља која је уведена 26. децембра 1942. године да би означила службу на Немачком источном фронту у Другом светском рату за период од 15. новембра 1941. до 15. априла 1942. године. Она представља признање на тешке услове који су издржали Немци и њихови савезници - борбено и неборбено особље - током нарочито оштре руске зиме 41./42. године. Ужасни услови које су трпеле немачке трупе на овом фронту је довео до тога да се ова медаља назове „Орден смрзнутог меса“.
Квалификација за орден су следећи:
- 14 дана у активној служби од 15. новембра 1941. до 15. априла 1942. године.
- 60 дана у одређеној области од 15. новембра 1941. до 15. априла 1942. године.
- Рањен у акцији
- Убијен у акцији - постхумно
- Повреда од промрзлина, слична као повреда од мраза, довољно озбиљна да гарантује медаљу

Јединствено је то да је дизајнер био SS-Unterscharführer Е. Краус, а медаља се уважавала у свим родовима Вермахта. Пречника 36 mm, од цинка, медаља се фарбала у боју коју је имало оружје. На предњој страни је орао који држи свастику (кукасти крст), а са друге стране је текст зимске борбе на истоку 41./42. године, са укрштеном гранчицом и мачем. Шлем и спољни прстен су били урађени у ефекту полираног сребра. Трака која је пратила медаљу била је црвена, бела и црна (симболи крви, снега и смрти). Медаља се паковала у папирнату врећицу која се касније бацала. Преко 3.000.000 ових медаља је направљено у 26. овлашћених фирми, док се са тим није престало по наређењу Врховне команде Вермахта 4. септембра 1944. године.
Медаља се није носила на борбеној туници као Гвоздени крст или Крст за ратне заслуге али је ношен као трака.